# Joe Allen (Maler)
Joe Allen (* 1955 in Airdrie, Schottland) ist ein britischer Maler.

## Leben
Parallel zum Besuch der Sekundarschule erhielt er Privatunterricht bei dem schottischen Landschaftsmaler C. M. Cameron und besuchte Zeichenkurse an der Glasgow School of Art. Nach dem Abitur studierte er in London an der St. Martins School of Art und der Chamberwell School of Art, wo er den Bachelor of Arts with Honours in Fine Art erwarb. Das anschließende Studium als Meisterschüler an der Royal Academy School in London schloss er mit dem Master of Art Degree ab.
1983 begann er neben der Tätigkeit als freier Maler eine Dozententätigkeit, zunächst an Colleges in Newcastle und London, dann am Centro de Arte Verrochio bei Siena. Von 1984 bis 2007 unterrichtete er als Dozent an der Europäischen Kunstakademie in Trier, danach auch an der Thüringischen Sommerakademie in Böhlen. Er lebt in London und Trier.
Joe Allen bewegt sich mit seinen Bildern auf der Grenze zwischen figürlicher und gegenstandsloser Malerei. Er sucht nach neuen Ausdrucksformen für die Darstellung der condition humaine, ohne modischen Strömungen nachzueifern. Wenn er die Formate zwischen sehr groß (275 × 320 cm) und sehr klein (18 × 24 cm) abwechselt oder mit der Beifügung von organischen Materialien experimentiert, um die farbigen – sehr oft in verschiedenen Grau- und Schwarztönen angelegten – Flächen stumpfer, plastischer oder transparenter zu gestalten, dann stets im Interesse einer künstlerischen Aussage. Joe Allen ist ein „pictor doctus“ im klassischen Sinne: Malen ist für ihn immer auch kritische Beschäftigung mit der Geschichte, der Kunstgeschichte, der Politik oder der Literatur. So hat er sich in verschiedenen Serien u. a. mit den Werken von Diego Velasquez, John Constable oder Harold Pinter auseinandergesetzt.

## Ausstellungen
- 1986 Galerie Ariadne, Wien
- 1989 Galerie Elisabeth und Klaus Thoman, Innsbruck
- 1990 Galerie Ariadne, Wien; Galerie 86, Trier
- 1991 Galerie Clairefontaine, Luxemburg
- 1995 Cynthia Bourne Gallery, London
- 1997 Galerie Clairefontaine, Luxemburg
- 2000 Galerie Clairefontaine, Luxemburg; Künstlerhaus Metternich, Koblenz;
- 2001 Galerie Weise, Chemnitz
- 2002 Galerie Rothamel, Erfurt
- 2003 Biennale Sharjah – Special Show; Galerie Clairefontaine, Luxemburg; Galerie Netuschil, Darmstadt
- 2006 Schloss Moyland, Bedburg-Hau; Galerie Clairefontaine, Luxemburg
- 2008 Schloss Detmold, Ausstellung des Kunstvereins Detmold
- 2009 Galerie Clairefontaine, Luxemburg; Kunsthalle Darmstadt